# 3745 Petaev
3745 Petaev eller 1949 SF är en asteroid i huvudbältet, som upptäcktes 23 september 1949 av den tyske astronomen Karl Wilhelm Reinmuth i Heidelberg. Den har fått sitt namn efter Michail Ivanovich Petaev.
Asteroiden har en diameter på ungefär 10 kilometer.